# 本伝寺 (文京区)
本伝寺（ほんでんじ）は、東京都文京区大塚にある日蓮宗の寺院。山号は大法山。旧本山は三松蓮永寺、親師法縁。

## 歴史
- 創建年代は不詳であるが、禅宗寺院の「重光山善性寺」として創建[1]。元和年間（1615年－1624年）法仙院日影（正保4年（1647年）没）を中興に日蓮宗に改宗された[2]。

## 旧塔頭
かつては以下の塔頭があった。
- 円珠院
- 仙応院
- 観成院
- 善行院
- 瑤泉坊
- 寂青坊
- 妙祥院
- 通玄院

## 寺宝等
- 釈迦如来像（本尊）
- 祖師坐像
- 不動明王半跏像
- 大黒天坐像
- 釈迦誕生仏立像

## 墓所
- 中村正直（啓蒙思想家、教育者）
- 仙太郎（江戸時代の漂流者）

## 参考資料
- 日蓮宗寺院大鑑編集委員会『宗祖第七百遠忌記念出版 日蓮宗寺院大鑑』大本山池上本門寺 (1981年)
- 小石川仏教会「小石川の寺院」刊行委員会 編『小石川の寺院（上巻）』小石川仏教会、2002年
- 小石川区史
- 斎藤長秋 編「巻之四 天権之部 大法山本傳寺」『江戸名所図会』 2巻、有朋堂書店〈有朋堂文庫〉、1927年、611-615頁。NDLJP:1174144/310。